# José Juan Macías
José Juan Macías Guzmán (Guadalajara, 22 de setembro de 1999) é um futebolista mexicano que atua como centroavante. Atualmente joga no Guadalajara.

## Estatísticas
Atualizado até 4 de outubro de 2019.

### Clubes
| Equipe             | Temporada         | Campeonato nacional | Campeonato nacional | Copa nacional | Copa nacional | Competições continentais | Competições continentais | Outros torneios | Outros torneios | Total | Total |
| Equipe             | Temporada         | Jogos               | Gols                | Jogos         | Gols          | Jogos                    | Gols                     | Jogos           | Gols            | Jogos | Gols  |
| ------------------ | ----------------- | ------------------- | ------------------- | ------------- | ------------- | ------------------------ | ------------------------ | --------------- | --------------- | ----- | ----- |
| Chivas Guadalajara | 2016–17           | –                   | –                   | –             | –             | –                        | –                        | 1               | 0               | 1     | 0     |
| Chivas Guadalajara | 2017–18           | 16                  | 3                   | 5             | 1             | 6                        | 2                        | –               | –               | 27    | 6     |
| Chivas Guadalajara | 2018–19           | 1                   | 0                   | 4             | 1             | –                        | –                        | –               | –               | 5     | 1     |
| Chivas Guadalajara | Total             | 17                  | 3                   | 9             | 2             | 6                        | 2                        | 1               | 0               | 33    | 7     |
| León               | 2018–19           | 18                  | 10                  | 2             | 0             | –                        | –                        | –               | –               | 20    | 10    |
| León               | 2019–20           | 12                  | 6                   | 0             | 0             | –                        | –                        | –               | –               | 12    | 6     |
| León               | Total             | 30                  | 16                  | 2             | 0             | –                        | –                        | –               | –               | 32    | 16    |
| Total na carreira  | Total na carreira | 47                  | 19                  | 11            | 2             | 6                        | 2                        | 1               | 0               | 65    | 23    |

### Seleção Mexicana
Expanda a caixa de informações para conferir todos os jogos deste jogador, pela sua seleção nacional.
Sub-20
|     | Data                   | Local                          | Resultado | Adversário           | Gol(s) | Competição                         |
| --- | ---------------------- | ------------------------------ | --------- | -------------------- | ------ | ---------------------------------- |
| 1.  | 22 de março de 2018    | Arena da Amazônia, Manaus      | 1–1       | Brasil               | 1      | Amistoso                           |
| 2.  | 25 de março de 2018    | Arena da Amazônia, Manaus      | 0–0       | Brasil               | 0      | Amistoso                           |
| 3.  | 2 de novembro de 2018  | IMG Academy Stadium, Bradenton | 7–0       | Nicarágua            | 2      | Campeonato da CONCACAF Sub-20 2018 |
| 4.  | 4 de novembro de 2018  | IMG Academy Stadium, Bradenton | 4–0       | São Martinho Francês | 1      | Campeonato da CONCACAF Sub-20 2018 |
| 5.  | 6 de novembro de 2018  | IMG Academy Stadium, Bradenton | 2–2       | Jamaica              | 1      | Campeonato da CONCACAF Sub-20 2018 |
| 6.  | 8 de novembro de 2018  | IMG Academy Stadium, Bradenton | 8–0       | Granada              | 2      | Campeonato da CONCACAF Sub-20 2018 |
| 7.  | 10 de novembro de 2018 | IMG Academy Stadium, Bradenton | 10–0      | Aruba                | 4      | Campeonato da CONCACAF Sub-20 2018 |
| 8.  | 16 de novembro de 2018 | IMG Academy Stadium, Bradenton | 1–0       | El Salvador          | 0      | Campeonato da CONCACAF Sub-20 2018 |
| 9.  | 19 de novembro de 2018 | IMG Academy Stadium, Bradenton | 2–2       | Panamá               | 0      | Campeonato da CONCACAF Sub-20 2018 |
| 10. | 21 de novembro de 2018 | IMG Academy Stadium, Bradenton | 0–2       | Estados Unidos       | 0      | Campeonato da CONCACAF Sub-20 2018 |
| 11. | 23 de maio de 2019     | Estádio Gdynia, Gdynia         | 1–2       | Itália               | 0      | Copa do Mundo Sub-20 2019          |
| 12. | 26 de maio de 2019     | Estádio Gdynia, Gdynia         | 0–3       | Japão                | 0      | Copa do Mundo Sub-20 2019          |
| 13. | 29 de maio de 2019     | Estádio Bydgoszcz, Bydgoszcz   | 0–1       | Equador              | 0      | Copa do Mundo Sub-20 2019          |

Sub-21
|    | Data                | Local                                  | Resultado | Adversário  | Gol(s) | Competição                               |
| -- | ------------------- | -------------------------------------- | --------- | ----------- | ------ | ---------------------------------------- |
| 1. | 26 de maio de 2018  | Stade de Lattre-de-Tassigny, Aubagne   | 4–1       | Catar       | 0      | Torneio de Toulon 2018                   |
| 2. | 1 de junho de 2018  | Stade Parsemain, Fos-sur-Mer           | 3–1       | China       | 0      | Torneio de Toulon 2018                   |
| 3. | 9 de junho de 2018  | Stade Francis Turcan, Martigues        | 1–2       | Inglaterra  | 0      | Torneio de Toulon 2018                   |
| 4. | 23 de julho de 2018 | Estádio Romelio Martínez, Barranquilla | 0–1       | El Salvador | 0      | Jogos Centro-Americanos e do Caribe 2018 |
| 5. | 25 de julho de 2018 | Estádio Romelio Martínez, Barranquilla | 1–1       | Haiti       | 0      | Jogos Centro-Americanos e do Caribe 2018 |

## Títulos
Chivas Guadalajara
- Liga dos Campeões da CONCACAF: 2018

### Prêmios individuais
- Equipe ideal do Campeonato da CONCACAF Sub-20 de 2018
- Chuteira de Ouro do Campeonato da CONCACAF Sub-20 de 2018

### Artilharias
- Liga MX Sub-17 de 2016 (13 gols)[2]
- Campeonato da CONCACAF Sub-20 de 2018 (10 gols)